# Thích Tâm Châu
Thích Tâm Châu (2 tháng 11 năm 1921 — 20 tháng 8 năm 2015) là một vị Trưởng lão Hòa thượng Phật giáo Đại thừa người Việt Nam. Ông là người thành lập Giáo hội Phật giáo Việt Nam Trên Thế Giới và đảm trách ngôi vị Thượng Thủ từ năm 1984 cho đến khi viên tịch; là Chủ Tịch Ủy Ban Liên Phái Bảo Vệ Phật Pháp trong giai đoạn Phật Giáo Đấu Tranh năm 1963; Pháp Chủ Giáo Hội Tăng Già Thế Giới và cũng là vị Viện Trưởng đầu tiên của Viện Hoá Đạo thuộc Giáo hội Phật giáo Việt Nam Thống nhất. Ông cũng đóng một vai trò khá quan trọng trong các cuộc biểu tình của Phật tử chống lại chế độ quân sự Nam Việt Nam mà đứng đầu là Tướng Nguyễn Khánh.

## Thân thế và hành sự
Ông sinh ngày 2-11-1921 tại Ninh Bình, Việt Nam, thế danh Đoàn Văn Hoành. Ông xuất gia năm 11 tuổi với tế độ sư là Hòa thượng Thích Thanh Kính, tự là Linh Quang, trụ trì chùa Phượng Ban, huyện Yên Khánh, tỉnh Ninh Bình. Ông thụ giới sa di, giới tỳ kheo (năm 1940) tại chùa Bát Long, Ninh Bình, sau đó thụ giới Bồ Tát nơi hòa thượng Thanh Thiệu, tức Thích Đức Nhuận, cố đệ Nhất Pháp chủ GHPGVN, trụ trì chùa Đồng Đắc, Kim Sơn, Ninh Bình. Ông là một thành viên sáng lập Tổng hội Phật giáo Việt Nam tại Huế năm 1951, sang năm sau thì được tôn là Phó chủ tịch hội đồng trị sự Giáo hội Tăng già Việt Nam.
Đầu thập niên 1960 thời Đệ Nhất Cộng hòa Việt Nam, ông cùng Thích Trí Quang và Thích Thiện Minh điều hành Ủy ban liên phái bảo vệ Phật giáo để tranh đấu đòi bình quyền tôn giáo. Khi Giáo hội Phật giáo Việt Nam Thống nhất ra đời năm 1964 thì ông được chọn làm Viện trưởng Viện Hóa Đạo (1964-1967) của Giáo hội. So với đường lối đấu tranh kịch liệt chống chính phủ Việt Nam Cộng hòa của Thích Trí Quang (nhóm Ấn Quang) thì hòa thượng Thích Tâm Châu cổ động con đường trung hòa hơn (thường gọi là nhóm Việt Nam Quốc Tự hay nhóm Viện Hóa Đạo).
Sau năm 1975, ông tỵ nạn sang Pháp trụ trì chùa Hồng Hiên rồi qua Canada định cư tại Montréal, nơi ông sáng lập Tổ đình Từ Quang. Hòa thượng là Thượng thủ Giáo hội Phật giáo Việt Nam trên Thế giới. Ông còn là một học giả Phật học với nhiều tác phẩm dịch thuật và khảo luận.

## Ra thế giới
Tại miền Bắc-Mỹ, năm 1979, các nhà sư, ni cô Việt Nam tỵ nạn Cộng sản, đã tập hợp về chùa Giác Hoàng ở thủ đô Washington DC, thành lập Giáo hội Phật giáo Tăng Già Việt Nam Trên Quốc tế. Năm 1984, đại hội tại chùa Liên Hoa, vùng Montreal, Quebec, Canada, giáo hội được đổi tên thành Giáo hội Phật giáo Việt Nam Trên Thế giới. Trong hai kỳ Đại hội trên, Thích Tâm Châu được bầu vào ngôi vị Thượng Thủ, để lãnh đạo Giáo hội.

## Vấn đề

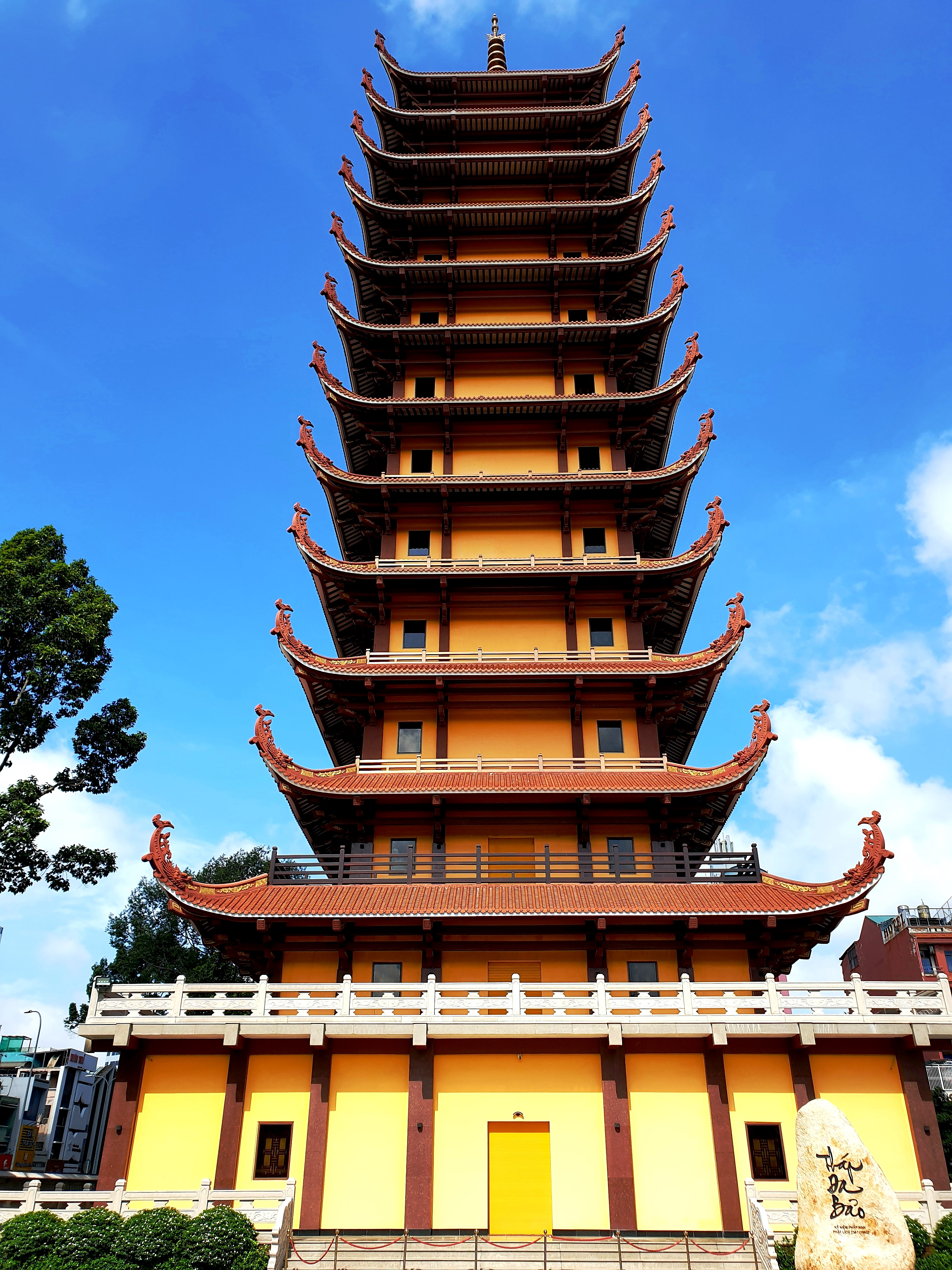
Tòa tháp Việt Nam Quốc Tự

Trong cuốn Bạch Thư Về Vấn đề Chia Rẽ Giữa Ấn Quang với Việt Nam Quốc Tự của Hoà Thượng Thích Tâm Châu đề ngày 31 tháng 12 năm 1993, ông đã giải thích lý do tại sao Giáo hội Phật giáo Việt Nam Thống nhất trước 75 đã chia thành 2 khối gồm Khối Ấn Quang (do Thượng tọa Thích Trí Quang và Đại đức Thích Nhất Hạnh lãnh đạo) và Khối Việt Nam Quốc Tự hay còn gọi là khối viện hóa đạo của ông:
- Phe tranh đấu Thích Trí Quang đã cho thành lập phong trào Hòa Hợp Hòa Giải Dân tộc do ông Vũ Văn Mẫu lãnh đạo. Vì thượng tọa Thích Thiện Minh và Thích Huyền Quang không tán thành phong trào này, nên phe Ấn Quang đã tung ra một chiến dịch bôi bẩn hai vị này.
- Những hoạt động thân cộng sản khác của phe Ấn Quang đã không được khối còn lại tán đồng như việc 500 tăng ni khối này ra chào đón quân đội Cộng sản giải phóng vào Sài Gòn, việc tổ chức mừng kỷ niệm ngày sinh Hồ Chí Minh vào ngày 19 tháng 5 năm 1975 tại chùa Ấn Quang; trong hiệp thương chính trị thống nhất hai miền Nam Bắc, một thượng tọa khối Ấn Quang đã kể công khối mình, đả kích nha tuyên úy phật giáo, cùng khối Việt Nam Quốc Tự.
- Những năm 1980-1981, thượng tọa Thích Trí Thủ và các vị lãnh đạo khối Ấn Quang tích cực thành lập và tham gia vào Giáo hội Phật giáo Việt Nam tại chùa Quán Sứ (Hà Nội), các nhân vật gồm Thích Thiện Minh, Thích Huyền Quang, Thích Đức Nhuận, Thích Quảng Độ và một số thượng tọa khác không tán thành đã bị bắt trước đó, Thích Thiện Minh đã phải chết ở trong tù.

## Viên tịch
Trưởng lão Hòa thượng Thich Tâm Châu viên tịch tại Tổ Đình Từ Quang, Montréal, tỉnh bang Québec, Canada, trụ thế 95 tuổi, 74 hạ lạp.